# Winkel (Familienname)
Winkel ist ein deutscher Familienname.

## Herkunft und Bedeutung
Winkel ist entweder ein Wohnstätten- oder ein Herkunftsname. Als Wohnstättenname geht er auf die Bedeutung von Winkel als Ecke bzw. abseits gelegener, verborgener Ort zurück; er bezeichnete also Personen, die an einer abseits gelegenen Stelle lebten. Als Herkunftsname erfolgte die Benennung nach den Siedlungsnamen Winkel (mehrfach in Deutschland, Österreich und in der Schweiz), Winkl (mehrfach in Deutschland vor allem in Bayern und in Österreich) oder Winkeln (mehrfach in Bayern).

## Varianten
- Winkels, Winkler, Winkeler
- Winckel, Winckler

## Namensträger
- Anastasiya Winkel (* 1993), deutsche Seglerin
- August Winkel (1902–1968), deutscher Chemiker
- Carl Winkel (1857–1908), deutscher Kaufmann und Fotograf
- Carmen Winkel (* 1979), deutsche Historikerin
- Corrie Winkel (* 1944), niederländische Schwimmerin
- Dietrich Nikolaus Winkel (1777–1826), deutsch-niederländischer Erfinder
- Georg Winkel (* 1975), deutscher Forstwissenschaftler und Hochschullehrer
- Gustav Gotthilf Winkel (1857–1937), deutscher Jurist, Verwaltungsbeamter und Heraldiker
- Harald Winkel (1931–2005), deutscher Wirtschaftswissenschaftler, Historiker und Verleger
- Heinrich Winkel (um 1493–um 1551), deutscher Reformator
- Heinz Winkel (1914–1962), deutscher Musiker
- Johannes Winkel (* 1991), deutscher Politiker (CDU), MdB und Bundesvorsitzender der Jungen Union
- Josef Winkel (1875–1904), deutscher Genre- und Porträtmaler der Düsseldorfer Schule
- Karl zum Winkel (1920–2018), deutscher Radiologe
- Karsten Winkel (* 1961), deutscher Fußballspieler
- Leo Winkel (1885–1981), deutscher Konstrukteur
- Loni Winkel (1945–2006), deutsche Fußballspielerin
- Ludger Winkel (* 1962), deutscher Fußballspieler
- Lydia Winkel (1913–1964), niederländische Journalistin
- Marion Winkel-Wergen (* 1957), deutsche Künstlerin und Keramikerin
- Nicola Geisse-Winkel (1872–1932), deutscher Sänger (Bariton)
- Oswald Winkel (1874–1953), deutscher Kartograf
- Rainer Winkel (1943–2021), deutscher Schulpädagoge
- Rudolf Winkel (1827–1905), deutscher Mechaniker und Unternehmer
- Sascha Winkel (* 1987), deutscher Moderator
- Stephan Bone-Winkel (* 1965), deutscher Unternehmer und Hochschullehrer
- Torsten de Winkel (* 1965), deutscher Jazzgitarrist
- Wolfram Winkel (* 1970), deutscher Schlagzeuger und Komponist